# Vauvert
Vauvert település Franciaországban, Gard megyében. Lakosainak száma 11 772 fő (2022. január 1.). Vauvert Saintes-Maries-de-la-Mer, Beauvoisin, Le Cailar, Saint-Gilles, Saint-Laurent-d’Aigouze és Vestric-et-Candiac községekkel határos.

## Népesség
A település népessége az elmúlt években az alábbi módon változott:
| Lakosok száma | 6345 | 9103 | 10 296 | 10 853 | 11 195 | 11 515 | 11 608 | 11 492 | 11 465 | 11 772 |
|               | 1968 | 1982 | 1990   | 2006   | 2013   | 2015   | 2017   | 2019   | 2020   | 2022   |